# Boca de Pascuales
Boca de Pascuales es una localidad rural situada en el municipio de Tecomán en el estado mexicano de Colima. Se localiza en la costa del estado a una altitud promedio de 4 metros.  

## Geografía
Boca de Pascuales se sitúa en la costa del Pacífico. En las coordenadas 18°51′30″N 103°57′47″O / 18.85833, -103.96306, Está a una altura media de 4 metros sobre el nivel del mar.

## Demografía
De acuerdo al censo del año 2020, Boca de Pascuales tenía 115 habitantes de los cuales 68 eran hombres y 47 eran mujeres.

### Actividad económica
La principal actividad económica es la pesca. Otras actividades económicas son la caza de animales